# RA (konvooi)
De RA-konvooien waren gegroepeerde vrachtschepen van de geallieerden tijdens de Tweede Wereldoorlog die onder militaire begeleiding vertrokken vanuit Rusland in de westelijke richting naar IJsland/Groot-Brittannië. RA was de nieuwe codenaam voor de konvooien die daarvoor de code naam QP hadden. De heenreis vanaf IJsland kreeg de codenaam JW (die voorheen PQ heette).

## Lijst van RA-konvooien
Na de QP konvooien volgde de RA konvooienreeks.
| Konvooi | Vertrek                  | Aantal schepen | Aankomst            |
| ------- | ------------------------ | -------------- | ------------------- |
| RA51    | 30-12-1942 Baai van Kola | 14             | 11-01-1943 Loch Ewe |
| RA52    | 29-01-1943 Baai van Kola | 10             | 09-02-1943 Loch Ewe |
| RA53    | 01-03-1943 Baai van Kola | 30             | 14-03-1943 Loch Ewe |
| RA54a   | 01-11-1943 Baai van Kola | 13             | 14-11-1943 Loch Ewe |
| RA54b   | 26-11-1943 Archangelsk   | 10             | 09-12-1943 Loch Ewe |
| RA55a   | 22-12-1943 Baai van Kola | 23             | 01-01-1944 Loch Ewe |
| RA55b   | 31-12-1943 Baai van Kola | 8              | 08-01-1944 Loch Ewe |
| RA56    | 03-02-1944 Baai van Kola | 39             | 11-02-1944 Loch Ewe |
| RA57    | 02-03-1944 Baai van Kola | 33             | 10-03-1944 Loch Ewe |
| RA58    | 07-04-1944 Baai van Kola | 38             | 14-04-1944 Loch Ewe |
| RA59    | 28-04-1944 Baai van Kola | 43             | 06-05-1944 Loch Ewe |
| RA59a   | 28-08-1944 Baai van Kola | 9              | 05-09-1944 Loch Ewe |
| RA60    | 28-09-1944 Baai van Kola | 32             | 05-10-1944 Loch Ewe |
| RA61    | 02-11-1944 Baai van Kola | 37             | 09-11-1944 Loch Ewe |
| RA61a   | 11-11-1944 Baai van Kola | 2              | 17-11-1944 Loch Ewe |
| RA62    | 10-12-1944 Baai van Kola | 29             | 19-12-1944 Loch Ewe |
| RA63    | 11-01-1945 Baai van Kola | 31             | 21-01-1945 Loch Ewe |
| RA64    | 17-02-1945 Baai van Kola | 33             | 28-02-1945 Loch Ewe |
| RA65    | 23-03-1945 Baai van Kola | 26             | 01-04-1945 Loch Ewe |
| RA66    | 29-04-1945 Baai van Kola | 27             | 08-05-1945 Clyde    |
| RA67    | 23-05-1945 Baai van Kola | 25             | 30-05-1945 Clyde    |